# Разнотравье
Разнотра́вье — сообщество травянистых растений, формирующееся многочисленными видами трав, за исключением злаков, бобовых и осоковых. Встречается в травостоях различных видов лугов и степей, преобладает на первоначальных этапах формирования травянистых сообществ (например, при расчистке лесных участков) или в результате нарушения луговой растительности (например, из-за чрезмерного выпаса). Может возникать на перенасыщенных органическими удобрениями участках или при отмирании злаков из-за переувлажнения пойменных лугов.
Различают типы разнотравья по экологическим и биологическим особенностям и их хозяйственному значению. Некоторые разнотравья обладают относительно высокой кормовой ценностью и хорошо поедаются сельскохозяйственными животными, другие малопригодны или вовсе непригодны для выпаса скота в связи с плохой поедаемостью или даже ядовитостью видов их составляющих.
Среди растений этой группы по характеру побегообразования различают:
- стержнекорневые (козлобородник, цикорий, бедренец камнеломковый, тмин)
- корнеотпрысковые (полынь австрийская, молочай лозный, девясил, вьюнок полевой)
- корневищные растения (тысячелистник, мать-и-мачеха, вероника длиннолистная, подмаренник жёлтый)
- кустовые многолетники с разветвлёнными мочковатыми корнями (василёк луговой, лютик)
- стелющиеся (лютик ползучий, лапчатка гусиная)
- розеточные (подорожник средний, бодяк болотный)
- луковичные (лилия, тюльпан, лук)
- клубнеотпрысковые (валериана клубненосная, мытник хохлатый)

Разнотравья занимают от 10 до 60 % в составе травостоев различных типов лугов. Особенно богаты разнотравьями горные луга. В сельском хозяйстве разнотравья используются для корма скота только на естественно сформировавшихся пастбищах, на возделываемых кормовых угодьях разнотравье не допускается.